# Hufkratzer

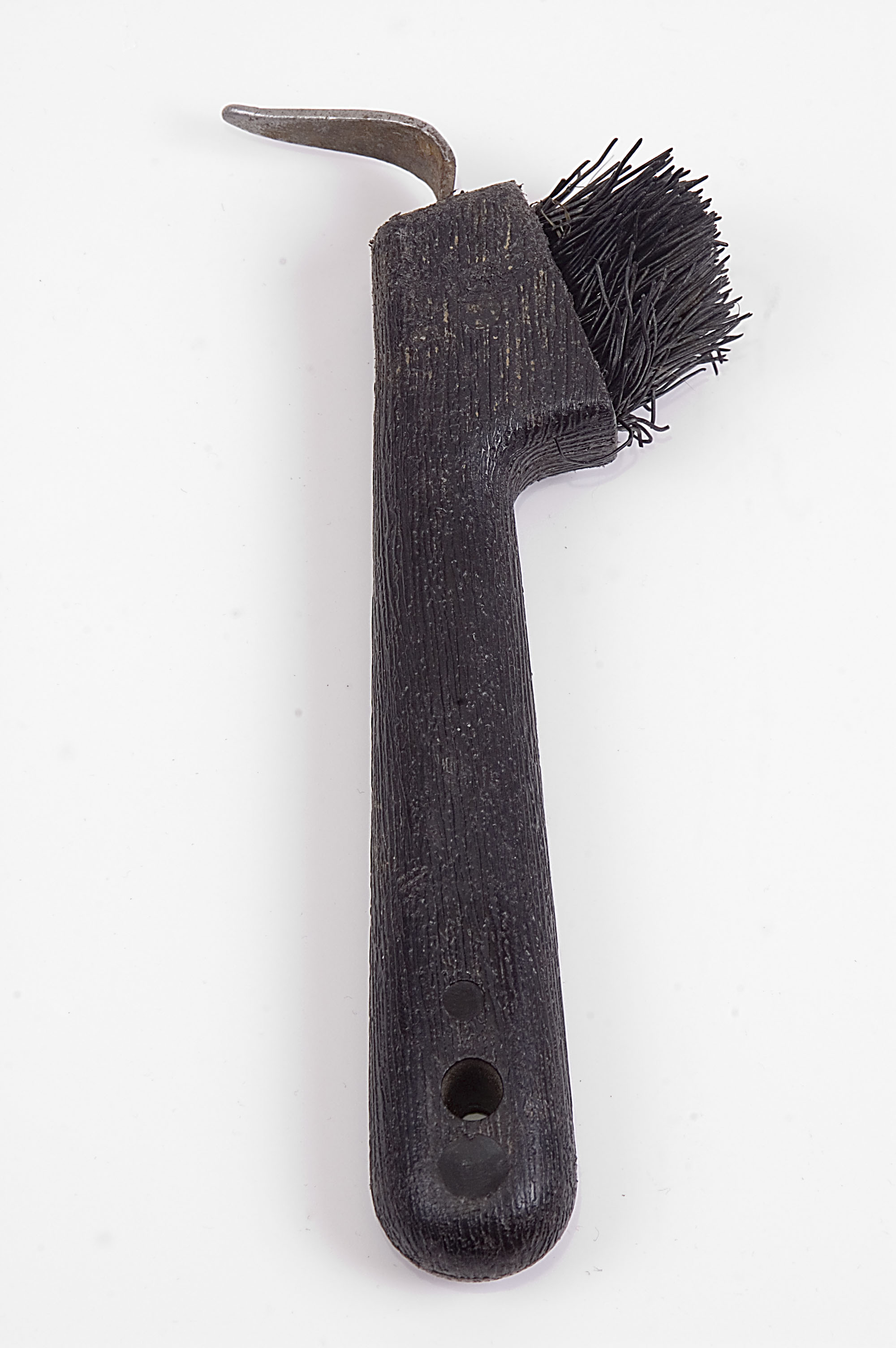
Hufkratzer mit Bürste

Ein Hufkratzer oder Hufräumer ist ein Werkzeug zur Pflege  von Pferdehufen; mit dem Hufkratzer können Steine und andere Fremdkörper von der Hufsohle entfernt werden. Er besteht aus einem Griff, meist aus Holz, Kunststoff oder Metall, an dem ein Metallhaken angebracht ist. An manchen Hufkratzern ist gegenüber dem Metallhaken eine Bürste angebracht, die ebenfalls zur Reinigung der Hufsohle dient.